# 南方菟丝子
南方菟丝子（学名：Cuscuta australis）为旋花科菟丝子属下的一个种。

## 扩展阅读
維基物種上的相關：南方菟丝子